# Pháo Sa Hoàng

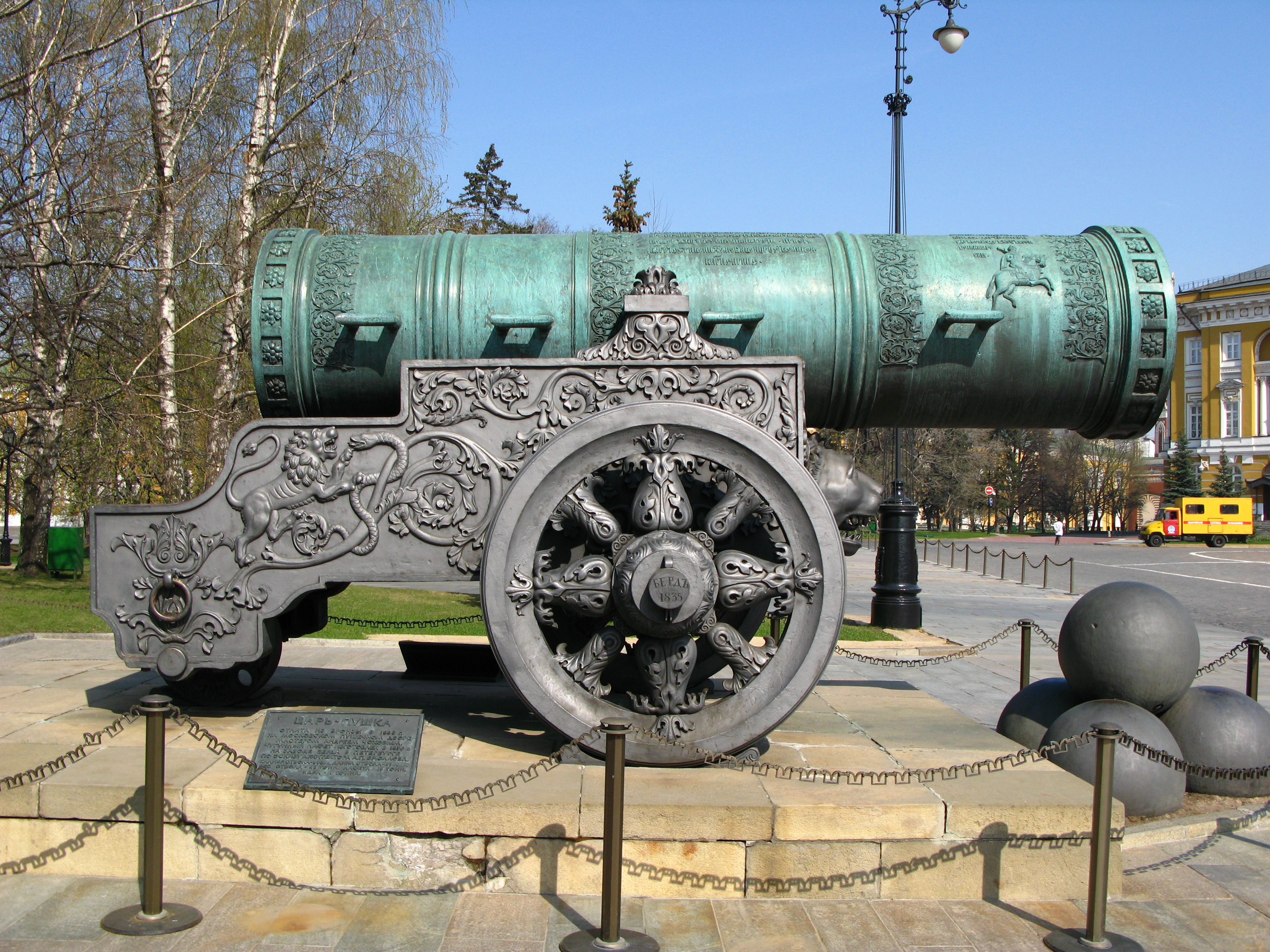
Pháo Sa Hoàng nhìn từ một bên.

Pháo Sa Hoàng (tiếng Nga: Царь-пушка, Tsar'-pushka) là một khẩu pháo lớn, dài 5,94 mét (19,5 thước) được đặt tại sân của điện Kremlin, Moscow. Nó được tạo ra vào năm 1586 tại Moscow, bởi nghệ nhân làm đồng người Nga Andrey Chokhov. Tuy nhiên, khẩu pháo chỉ mang tính biểu tượng bởi nó chưa bao giờ được sử dụng trong chiến tranh. Dựa vào các dấu vết, người ta cho rằng nó đã bắn ít nhất một lần. Sách kỷ lục Guinness đã công nhận đây là khẩu pháo có đường kính lớn nhất trên thế giới, và nó cũng là điểm thu hút du khách đến điện Kremlin.

## Mô tả
Khẩu pháo Sa Hoàng ở gần phòng trưng bày vũ khí Kremlin, đối diện với thượng nghị viện Kremlin. Tỉ lệ giữa chiều dài và đường kính rất nhỏ làm cho nó hầu như không phải là đại bác, mà là một biến thể của súng cối. Khẩu pháo Sa Hoàng được làm từ đồng; nặng 39,312 tấn và dài 5,34 m (17,5 ft). Nòng bằng đồng của nó có đường kính trong là 890 mm (35,0 in), và đường kính ngoài là 1.200 mm (47,2 in).